# Varese Sportiva 1927-1928
Questa voce raccoglie le informazioni riguardanti la Varese Sportiva nelle competizioni ufficiali della stagione 1927-1928.

## Organigramma societario
Area direttiva
- Presidente: Rag. Giulio Pietriboni
- Consiglio direttivo: Cesare Redaelli, Alessandro Pirovano, Ermenegildo Braga, Michele Frattini, Enrico Minazzi, Adeo Ghirighelli, Carlo Bianchi, Pio Consonni, Ernesto Baderna.

Area organizzativa
- Segretario: Piero Pastorino

Area tecnica
- Allenatore: Commissione tecnica

## Rosa
| N. |                   | Ruolo | Calciatore        |
| -- | ----------------- | ----- | ----------------- |
|    | Italia (bandiera) | A     | Luigi Alabiso     |
|    | Italia (bandiera) | C     | Cesare Alberti    |
|    | Italia (bandiera) | D     | Giuseppe Ballerio |
|    | Italia (bandiera) | P     | Carlo Bardelli    |
|    | Italia (bandiera) | C     | Emilio Bassi      |
|    | Italia (bandiera) |       | Broggi            |
|    | Italia (bandiera) | A     | Piero Colombo     |
|    | Italia (bandiera) |       | Corti             |
|    | Italia (bandiera) |       | Del Pietro        |
|    | Italia (bandiera) | D     | Alessandro Farina |
|    | Italia (bandiera) | A     | Attilio Filocca   |
|    | Italia (bandiera) | A     | Ampelio Gandini   |

| N. |                   | Ruolo | Calciatore          |
| -- | ----------------- | ----- | ------------------- |
|    | Italia (bandiera) |       | Giovanni Giacomelli |
|    | Italia (bandiera) | D     | Arnaldo Giudici (c) |
|    | Italia (bandiera) |       | Grandi              |
|    | Italia (bandiera) | A     | Giuseppe Lunghi     |
|    | Italia (bandiera) | A     | Gino Olivati        |
|    | Italia (bandiera) | C     | Piccardi            |
|    | Italia (bandiera) | C     | Carlo Pontiggia (I) |
|    | Italia (bandiera) | C     | Francesco Ranzini   |
|    | Italia (bandiera) | C     | Osvaldo Salamina    |
|    | Italia (bandiera) | A     | Mario Sestagalli    |
|    | Italia (bandiera) |       | Zanzi               |

## Arrivi e partenze
| Acquisti | Acquisti | Acquisti | Acquisti   |
| -------- | -------- | -------- | ---------- |
| .        | ???      | ???      | definitivo |

| Cessioni | Cessioni           | Cessioni | Cessioni   |
| -------- | ------------------ | -------- | ---------- |
| ?        | Pierino Costa      | ???      | definitivo |
| ?        | Silvio Giannoni    | ???      | definitivo |
| C        | Giuseppe Sangiorgi | ???      | definitivo |
| ?        | Attilio Trecchi    | ???      | definitivo |